# Петрозаводский государственный университет
ФГБОУ ВО «Петрозаво́дский госуда́рственный университе́т» (ПетрГУ, до 1956 года — Каре́ло-Фи́нский госуда́рственный университе́т) — классический университет в городе Петрозаводске Республики Карелия.
Основан в 1940 году. В состав университета входят 11 образовательных институтов, 67 кафедр, 8 научно-исследовательских институтов и другие структурные подразделения. В 2017 году университет получил статус опорного вуза.

## История становления и развития ПетрГУ

### Основание ПетрГУ
24 апреля 1940 года на съезде Компартии КФССР руководитель Карело-Финской ССР Г. Н. Куприянов в своём докладе отметил, что для повышения хозяйственно-культурной жизни и науки края необходимо уделить особое внимание развитию высшего образования в регионе. 2 июня 1940 года вышло постановление ЦК Компартии и Совета Народных Комиссаров Карело-Финской ССР «Об открытии Карело-Финского государственного университета». Высшее руководство страны поддержало это решение, и Советом Народных Комиссаров Союза ССР 10 июня 1940 года было принято постановление № 1209 об открытии Карело-Финского государственного университета (на базе Карельского государственного педагогического института), сокращённо — КФГУ, в составе 4-х факультетов: историко-филологического, физико-математического, биологического, географо-гидрогеологического. На университет возлагали задачи подготовки большого числа специалистов для народного хозяйства и развитие научных исследований.
К осени 1940 года к своей работе приступили 17 кафедр, на которых трудилось 62 преподавателя, в том числе 5 докторов наук, профессоров и 32 кандидата наук, доцентов. 2 сентября 1940 года более 700 студентов всех курсов начали своё обучение в молодом вузе, из них 417 человек были первокурсниками. 7 сентября 1940 года состоялось торжественное открытие университета.
Первым ректором университета был назначен Тууре Иванович Лехен.
Первым проректором по учебной и научной работе был назначен Константин Дмитриевич Митропольский.
Деканами факультетов были назначены:
- М. Г. Никулин — историко-филологический факультет,
- А. А. Райкерус — физико-математического факультет,
- Э. Д. Маневич — биологический факультет,
- М. А. Тойкка — геолого-гидрологический факультет[8].

21 мая 1941 года утвердили Учёный совет, состоящий из 25 членов. Совет разрешал различные вопросы, связанные с университетской жизнью, а также мог присуждать учёные степени и звания по следующим специальностям: теоретическая физика, физиология человека и животных, физиология растений, генетика, история СССР, фольклор.

### ПетрГУ в годы Великой Отечественной войны
В первые месяцы войны на фронт уходили студенты, сотрудники и преподаватели; среди них был и ректор университета Т. И. Лехен. Всего ушло 328 человек. Студенты и преподаватели работали на заводах, строя оборонительные и другие сооружения.
В конце лета 1941 года фронт продвинулся к городу Петрозаводску (1 октября 1941 года Петрозаводск был полностью оккупирован финской армией). Правительством[каким?] было принято решение об эвакуации университета. Значительную часть имущества университета смогли вывезти в город Сыктывкар республика Коми. Там университет продолжил свою работу, тесно взаимодействуя с педагогическим институтом Коми. В непростой период руководство над КФГУ и пединститутом осуществлял К. Д. Митропольский. Проректором двух вузов был ректор пединститута Г. П. Балин.
Учёные-геологи проводили разведку запасов полезных ископаемых в республике Коми и Приуралье, а кафедра физиологии растений изучала морозостойкость картофеля, акклиматизацию табаков и сахарной свёклы в условиях Севера.
В июне 1944 г. входе Петрозаводско-Свирской наступательной операции произошёл разгром оккупантов на южной территории Карелии. 28 июня советские войска вошли в Петрозаводск. Осенью вся территория Карелии была освобождена.
В июне 1944 г. правительством Карело-Финской ССР было принято решение о реэвакуации университета. 30 июля 1944 года преподаватели с семьями и студенты вернулись в Петрозаводск из Сыктывкара. В ходе боевых действий было разрушено здание университета, уничтожено все оставшееся оборудование и библиотека. Студентам и сотрудникам вуза пришлось положить немало сил на его восстановление. Также в процессе восстановления активно приняло участие руководство карельской республики. За счёт возвращавшихся с фронта преподавателей восстанавливался профессорско-преподавательский состав вуза. Новый учебный 1944 год начался 2 октября, к занятиям приступило 242 студента. В августе 1945 года в петрозаводском университете начал свою деятельность новый ректор В. С. Чепурнов.
В ходе Великой Отечественной войны погибли и пропали без вести 90 студентов, преподавателей и сотрудников. О судьбе 42 человек ничего не известно. В период с 1942 по 1945 годы университет смогли окончить 65 выпускников, из них: один географ, три геолога, шесть математиков, биологов — 21, историков и филологов — 34.

### Формирование и развитие ПетрГУ в 1950-е — 1960-е годы
В период восстановления Карельской республики в послевоенные годы остро ощущалась нехватка квалифицированных кадров. В связи с этим местными властями совместно с Министерством высшего и среднего специального образования СССР было принято решение об открытии в университете ряда специальностей, связанных с промышленностью, строительством и сельским хозяйством.
В 1951 году был создан инженерно-технический факультет, его деканом стал В. С. Артамонов. На этом факультете готовили лесоинженеров-технологов, агрономов и зооинженеров. В мае 1954 года этот факультет был разделён на два отдельных факультета: лесоинженерный во главе с деканом А. Л. Лукашиным и геологоразведочный во главе с деканом В. С. Артамоновом. В 1956 году на лесоинженерном факультете было открыто вечернее отделение для рабочих и служащих Онежского тракторного завода.
Одновременно, в этом же году Министерство геологии СССР приняло решение о нецелесообразности подготовки специалистов геолого-разведочного профиля в стенах Карело-финского университета, поэтому в 1960 году в вузе был последний выпуск геологов.
В 1951 году упразднили физико-математический и биологический факультеты. Вместо них был создан естественно-математический факультет, на котором обучались по следующим направлениям: математическом, биологическом и сельскохозяйственное. В феврале 1954 года этот факультет был разделён на два факультета: физико-математический во главе с деканом А. А. Райкерус и естественный (в 1958 году был переименован в сельскохозяйственный) во главе с деканом М. П. Мироновой.
С 8 октября 1956 г. стала выходить многотиражная газета «Петрозаводский университет». Материал для газеты предлагали преподаватели и студенты. С 1996 года[уточнить] у газеты есть своя страница на сайте ПетрГУ.
В 1957 году были введены новые правила приёма, согласно которым преимущество при поступлении стали получать лица с трудовым стажем не менее двух лет и демобилизованные из рядов советской армии. Ранее была отменена плата за обучение.
В 1958 году, основываясь на законе об укрепление связи школы с жизнью, за факультетами вуза были закреплены базы практик.
С 1957 по 1963 год был временно прекращен набор на специальность «финский язык и литература».
В 1960 году в университете был открыт медицинский факультет. Ежегодный приём на дневное отделение изначально составлял 150 человек и на вечернее (с 1961 года) 50 человек. Факультетом руководила представительница ленинградской медицинской школы Н. Б. Лихачева.
В декабре 1961 года при университете создан первый в Карельской АССР информационно—вычислительный центр, на базе которого в 1991 году создан Региональный центр новых информационных технологий
В 1962 году открылся общетехнический факультет (сокращённо — ОТФ). В него входило четыре потока: механический, строительный, энергетический и технический. Факультет осуществлял подготовку по вечерней и заочной форме обучения почти по 50 специальностям в течение трёх лет, после чего студентов переводили на другие инженерные специальности университета и других технических вузов страны.
16 июня 1964 года Постановлением ЦК КПСС и Совета Министров СССР университету было присвоено имя О. В. Куусинена.
В 1968 году на базе строительной специальности удалось создать ещё один самостоятельный факультет промышленного и гражданского строительства (сокращённо — ПГС) во главе с профессором В. В. Казиным.
К 1970 году на 47 кафедрах вуза работало 483 преподавателя, из них 30 — это доктора наук и профессора, 190 кандидатов наук и доцентов, общее число научно-педагогических работников составило 529 человек.
В 1950-е и 1960-е года в университете активно велась научная работа: так, например, преподаватели и студенты историко-филологического факультета активно участвовали в археологических, фольклорных и диалектических экспедициях, к которых они собирали материалы по истории, культуре коренных народов республики. Благодаря трудам историков было введено в оборот большое количество новых документальных источников, до этого недоступных широкому кругу читателей. Вузовские лингвисты занимались составлением словарей финско-русского и русско-финского языков (изданы в 1947, 1955, 1963 гг.). Учёные университета, занимающиеся естественно-техническими направлениями, тоже вели важные исследования и добивались в них конкретных результатов, как то: разработка количественных методов и аппаратуры газожидкостной хроматографии стероидов; разработка методов разделения и анализа оптически активных изомеров биологически важных соединений — аминокислот, фосфатидов; изучение влияния механизма разрушения металлов при усталости и износе и выяснение физического механизма «старения» сплавов; разработка математического описания процессов лесопильного производства.
В этот же временной период развивалась и внеучебная студенческая жизнь. В 1952 году заслуженным артистом КАССР Ю. А. Сунгуровым была создана театральная студия. В ней ставили спектакли по работам А. Н. Островского, Л. Ошанина, А. Арбузова, Б. Брехта, зрители очень тепло их принимали. Одновременно с созданием театральной студии был сформирован финский-драматический кружок под руководством заслуженного артиста РФССР и КАССР Т. И. Ланкинена.
1962 год — год рождения в стенах вуза академического хора студентов под руководством Г. Е. Терацуянца. В 1964 году был сформирован туристический клуб «Сампо» под руководством Ю. С. Ланева, увлёкший впоследствии в туристическую романтику не одну сотню студентов. В 1966 году был образован клуб интернациональной дружбы «Глобус», который проводил много мероприятий, направленных на укрепление и создание международного и межвузовского движения студентов. Несколькими годами ранее развернуло свою деятельность литературно-творческое объединение. Особое внимание уделялось и физической культуре, были организованы секции по различным спортивным направлениям, самой массовой была секция, посвящённая лыжному спорту.
За 1951—1970 годы вуз выпустил около 7 тысяч специалистов, которые были востребованы не только в республике Карелия, но и за её пределами.

### ПетрГУ в 70-е — первая половина 80-х годов
В 1973 году был назначен новый ректор доктор исторических наук М. И. Шумилов, известный своими монографиями по истории Карелии и Европейского Севера.
В 1975 году на физико-математическом факультете открылось новое отделение бухгалтерского учёта. Это было вызвано потребностью республики в квалифицированных экономистах. Первый выпуск в 1979 году насчитывал 52 экономиста. А в 1980 году на базе отделения бухгалтерского учёта был учреждён экономический факультет. В его состав входили три кафедры: политической экономики, бухгалтерского учёта и хозяйственной деятельности, отраслевой экономики. Первым деканом был назначен С. Н. Поляков, в 1982 его сменил А. Г. Русаков.
Организовывались подготовительные курсы, на которых насчитывалось около 1800 человек. Организовывались встречи преподавателей с молодыми людьми в школах и на предприятиях и специальные олимпиады среди старшеклассников. Регулярно проводили «Дни открытых дверей». В результате всех этих действий конкурс при поступлении составлял 2,3 человека на место.
Для удобства преподавателей им стали давать творческий отпуск для окончания кандидатских и докторских диссертаций. Количество обучающихся в аспирантуре ежегодно составляло 40-50 человек.
В 70-е годы больше внимания стали уделять техническому оснащению вуза, были оборудованы восемь специальных аудиторий для показа кинофильмов, два лингафонных кабинета. Были модернизированы компьютерные классы, даже удалось установить компьютеры ЭВМ третьего поколения — ЕС-1022 И ЕС-1035.
В числе первых карельский вуз в эти годы внедрил комплексную программу Минвуза СССР «АСУ-вуз», а для улучшения внутренней работы вуза, в нём самостоятельно были разработаны и внедрены подсистемы «Абитуриент», «Контингент студентов», «Сессия», «Текущий контроль», «Общественно-политическая практика», «Выпускник», «Контроль исполнения решений», «Кадры сотрудников».
В период с начала 70-х и до конца первой половины 80-х годов университет окончило 14,3 тысячи человек.

### ПетрГУ во второй половине 80-х
Во второй половине 80-х было объявлено о необходимости начала перестройки системы высшего образования. В 1987 году ЦК КПСС и Совет Министров СССР издали постановления, в которых университетское образование определяли как наиболее совершенную форму по организации и воспитанию молодёжи.
В 1986 году в рамках всеобщих изменений в вузе был упразднён общетехнический факультет. Историко-филологический факультет был разъединён на два независимых факультета — филологический и исторический. Та же судьба постигла физико-математический факультет, он тоже был разделён на физический факультет и математический факультет.
Во второй половине 80-х годов на факультетах были пересмотрены, изменены или пополнены учебные и рабочие планы. В учебных занятиях приоритет стали отдавать активному и творческому освоению материала. Больше времени стали отдавать на самостоятельное изучение материала.
В 1987 году были созданы межведомственные курсы повышения квалификации руководящих работников народного хозяйства республики.
Во второй половине 80-х расширялось сотрудничество с иностранными вузами. Были установлены связи с вузами городов Оулу и Куопио (Финляндия), Умео (Швеция), Дулут (США). Между вузами и ПетрГУ происходил обмен преподавателями и студентами, проводились совместные научные исследования.
В 1988 году началось строительство нового комплекса университетских зданий в районе города Петрозаводска Древлянка.
В этот период на математическом, физическом, медицинском и биологических факультетах были созданы общественные студенческие деканаты, которые занимались вопросами, связанными со стипендией, внеучебным времяпрепровождением студентов.

### ПетрГУ в 90-е годы
В феврале 1991 года расширенным составом Совета университета на должность ректора был избран В. Н. Васильев. В это время университет остро ощущал нехватку государственного финансирования. Указ № 1 Президента РСФСР Б. Н. Ельцина от 11 июля 1991 г. «О первоочередных мерах по развитию образования в РСФСР» и Закон РФ «Об образовании» от 10 июля 1992 г. в действительности оказались простой формальностью.
В 1991 году руководство вуза назначило комиссию, которая занялась историческими изысканиями в связи с возможным переименованием университета. После многомесячных исследований и обсуждений комиссия постановила убрать имя О. В. Куусинена из названия университета, как не имеющее к нему никакого отношения[уточнить].
В связи с получением нового статуса Республики Карелия и, как следствие, с расширением прав и возможностей, Петрозаводский университет, при поддержке правительства РК, стал более свободным в выборе путей своего дальнейшего развития. Стали появляться новые факультеты и кафедры, открываться новые специальности и специализации.
Подготовка по специальности «юриспруденция» началась с 1990—1991 учебного года. Для этого на историческом факультете была образована кафедра правоведения, а уже в 1991 г. открылось юридическое отделение. В марте 1994 г. на базе юридического отделения был создан самостоятельный юридический факультет в составе трёх кафедр: общеправовых дисциплин, отраслевых правовых отношений и международного права. В это время была закрыта кафедра правоведения. Первым деканом юридического факультета стал Р. Н. Дусаев. В 1990 г. общеуниверситетская кафедра научного коммунизма была реорганизована в кафедру политологии и социологии, которая в 1997 году отошла к юридическому факультету, а в 2000 г. к нему присоединилась и кафедра иностранных языков гуманитарных факультетов. В 2000 г. на факультете появилась кафедра международных отношений.
В сентябре 1991 года создано Издательство Петрозаводского государственного университета на базе организованного в 1966 году редакционно-издательского отдела и подразделения оперативной полиграфии, организованного в 1981 году.
В 1992 на историческом факультете была открыта новая специализация «история Скандинавских стран и Финляндии», а в 1996 — «делопроизводство и ведомственные архивы». В 1992 в составе экономического факультета появилась новая кафедра — экономической теории и менеджмента. На эту кафедру была возложена ответственность за созданную годом ранее специальность — «экономика и управление производством».
В 1993 из состава филологического факультета выделился новый факультет прибалтийско-финской филологии и культуры (ФПФФиК), объединивший две кафедры: финского языка и литературы (зав. — доц. Т. И. Старшова), карельского и вепсского языков (проф. П. М. Зайков). В 1999 из состава факультета вышла кафедра скандинавских языков и стала общеуниверситетской кафедрой.
В 1997 на физическом факультете состоялся первый выпуск по специальности «автоматизированные системы обработки информации и управления» и открыт приём на специальность «геофизика». Кафедра геофизики была открыта в 1998 году (доц. Г. Б. Стефанович). В 2000 г. начался приём на специальность «информационно-измерительная техника и технологии». В 1999 физический факультет переименован в физико-технический, а биологический факультет — в эколого-биологический. В этом же году была открыта специальность «информационные системы и технологии» математического факультета.
Структура университета расширялась за счёт создания филиалов и развития дистанционного обучения. Открылись Кольский (г. Апатиты), Приладожский (г. Сортавала), Беломорский (г. Беломорск), Костомукшский (г. Костомукша) филиалы, учебные центры в городах Сегеже и Кондопоге. У выпускников автодорожного, железнодорожного, лесотехнического, строительного и машиностроительного техникумов, речного училища и профлицеев появилась возможность продолжить обучение по программам с сокращённым сроком обучения. Для работников с высшим образованием начали работать факультеты повышения квалификации и Региональный институт управления, экономики и права при Правительстве РК. В состав университета вошёл Северный научно-исследовательский институт рыбного хозяйства (СевНИИРХ). Проделанная работа подняла престиж университета.
В 1997 г. в целях содействия реализации международных проектов ПетрГУ предложил создать Совет ректоров Баренцева Евро-Арктического региона. Инициатива была поддержана ректорами вузов Европейского севера РФ, а также Финляндии, Швеции, Норвегии и США. Это позволило приступить к процессу обмена преподавателями, студентами и аспирантами, выполнению совместных научных исследований. 12 сентября 2000 г. состоялось подписание Декларации о создании Северо-Европейского открытого университета (СЕОУ) на базе ПетрГУ. Учредителями этого консорциума стали 20 организаций — ПетрГУ, Правительство РК, ряд вузов, академические институты и коммерческие организации России, Финляндии, Норвегии, Югославии, США, Институт «Открытое общество», Норвежский Баренцев секретариат, Шведский культурный фонд в Финляндии. Практическая деятельность СЕОУ направлена на выполнение программ и проектов по развитию регионального и международного сотрудничества университетов России и стран Северной Европы.
В 90-е годы началось использование мультимедийных и аудиовизуальных средств, электронных учебников, возможности сети Интернет. В системе воспитательной работы со студентами была проведена реорганизация, в которую были вовлечены не только преподаватели, но и профком, руководители творческих и спортивных коллективов, старосты групп, студенческие комитеты в общежитиях.
Факультеты университета начали организовывать выступления перед учениками старших классов, распространять информационные материалы. В 1990 г. при университете на базе средней школы № 28 Петрозаводска был открыт Университетский лицей, в котором реализуется интеграционная образовательная система «Школа-ВУЗ». Лицей опирается на специальные программы по физико-техническому, экономическому, химико-биологическому и историческому профилями. Более 90 % выпускников лицея продолжили учёбу в вузах. Созданы гуманитарная гимназия на базе средней школы № 10 и медико-биологическая гимназия на базе школы № 30, университетская гимназия в г. Костомукше.
В 90-е годы на всех факультетах наблюдался рост докторов и кандидатов наук — преподаватели защитили 31 докторскую и 125 кандидатских диссертаций. Важные научные результаты были достигнуты на кафедрах русской и зарубежной литературы, русского языка, прибалтийско-финской и карельской филологии, всеобщей и отечественной истории, философии и педагогики. Значительные научные результаты получены на физико-техническом и математическом факультетах. Преподаватели В. И. Сысун, Г. Б. Стефанович, А. Д. Фофанов защитили докторские диссертации в области физики полупроводников и диэлектриков, физики твёрдого тела и химии плазмы. Профессора А. Д. Хахаев и В. А. Гуртов продолжили традиционные исследования в области полупроводниковой микроэлектроники. На математическом факультете выросли свои доктора наук: А. В. Иванов, Е. В. Морозов, Ю. Л. Павлов, Ю. В. Заика, В. В. Старков. Профессор В. И. Чернецкий развил методы математического моделирования для динамических и стохастических систем. На факультете ПГС защитили докторские диссертации В. М. Левин и В. Г. Симагин. Получили известность научные достижения молодых учёных — докторов медицинских наук И. П. Дуданова, И. В. Доршаковой, А. Ю. Мейгала, С. Е. Карашурова, А. Т. Балашова, Р. И. Мельцера. За 1996—2000 гг. учёные университета опубликовали 100 монографий, 42 сборника научных статей, 5 тыс. статей в российских и зарубежных журналах.
В 1991 г. на базе Информационно-вычислительного центра (ИВЦ) был создан Региональный центр новых информационных технологий (РЦ НИТ). Основная задача центра — организация и проведение работ по внедрению информационных технологий в учебных заведениях Северного региона РФ. В 1994 г. в рамках государственной программы «Университеты России» удалось запустить один из 14 узлов федеративной научно-образовательной сети RUNNet. К этому узлу подключились также КарНЦ РАН, КГПУ, Национальная библиотека и школы. 21 мая 1997 г. В Петрозаводском университете состоялось открытие Центра Интернет, который стал одним из 33 центров, созданных на базе российских университетов при поддержке Института «Открытое Общество» (Фонд Сороса).

### ПетрГУ в XXI веке
В XXI веке ПетрГУ является вузом с многопрофильной классической системой образования. В университете по данным за 2014 год обучается 11231 студент, научно-педагогических работников более 1000, из них 55 % имеют учёную степень кандидата наук и 13,84 % — доктора наук.
На начало 2017 года университет состоит из 11 образовательных институтов:
- институт биологии, экологии и агротехнологий;
- институт иностранных языков;
- институт математики и информационных технологий;
- институт истории, политических и социальных наук;
- институт лесных, горных и строительных наук;
- институт педагогики и психологии;
- институт физической культуры, спорта и туризма;
- институт филологии;
- институт экономики и права;
- медицинский институт;
- физико-технический институт.

На базе университета работают 67 кафедр.
В 2016 году Кольский филиал ПетрГУ преобразован в филиал «Мурманского арктического государственного университета» в городе Апатиты Мурманской области.
У Петрозаводского государственного университета имеется 40 исследовательских и инновационных центров, бизнес-инкубатор, технопарк, собственное издательство, ботанический сад, бассейн «Онего», научная библиотека, состоящая более чем из миллиона четырёхсот тысяч экземпляров книг. Сам вуз располагается в 8 корпусах, расположенных в разных частях города.
По данным за 2016 год Петрозаводский университет занял 30 строчку в национальном рейтинге университетов. В 2016 году ПетрГУ занял 257 место из 516 университетов мира в «зелёном» рейтинге самых экологичных вузов. В этом рейтинге всего восемь российских вузов. В 2014 году вуз занял третью строчку в Национальном рейтинге университетов, проводимого «Интерфаксом» и «Эхо Москвы» в категории «Интернационализация». В 2016 году ПетрГУ занял 2 место в рейтинге вузов, составленном фондом В. Потанина. Также ПетрГУ занял 797 в мире  на основе анализа 24 языковых разделов Википедии и 61 место среди отечественных вузов  на основе анализа упоминаний вузов в Русской Википедии в 2015 году, проведённого с использованием алгоритма PageRank.
Команды ПетрГУ выигрывали призовые места в Чемпионате мира по программированию.
ПетрГУ имеет 77 действующих международных соглашений с 23 странами, в которые входят Финляндия, Швеция, Норвегия, Франция, Германия, Португалия, Великобритания, США, Канада, Бельгия, Корея, страны балтийского моря и другие.
У вуза существуют международные подразделения:
- Центр ПетрГУ — Метсо;
- Центр Нокиа — ПетрГУ;
- Центр ПетрГУ — Ponsse;
- Институт международных программ;
- Центр ЕС в Баренц регионе России;
- Международный летний университет;
- Международный центр подготовки программистов[67].

Также он ведёт сотрудничество с международными организациями:
- ЮНЕСКО;
- Университет Арктики;
- Barents Peace Education Network;
- National Board of Education in Finland;
- International Association of Finno-Ugric universities;
- Joint Working Group on Education and Research of the Barents Euro-Arctic Region[67].

Каждый год около 200 иностранных студентов принимает у себя ПетрГУ, и, в свою очередь, около 250 студентов и преподавателей из ПетрГУ проходят обучение и стажировку за рубежом.
Петрозаводский университет занимается социальной поддержкой студентов, он предоставляет им следующие возможности: медицинское страхование, материальную помощь, поправку здоровья в профилактории ПетрГУ, летний отдых на Черноморском побережье, отдых в санаториях Карелии, отдых в учебно-оздоровительном центре «Урозеро» и спортивно-оздоровительном лагере «Шотозеро».

#### Реорганизации (2010—2013)
До 2010 года в структуру ПетрГУ входило четыре филиала: Кольский, Приладожский, Беломорский, Костомукшский. В 2010 году учёным советом ПетрГУ было принято решение о ликвидации Костомукшского филиала.
В 2012 году по результатам мониторинга деятельности федеральных образовательных учреждений из всех филиалов ПетрГУ эффективным был признан лишь Кольский филиал, расположенный в городе Апатиты Мурманской области. В итоге по инициативе руководства ПетрГУ в сентябре 2012 года был закрыт Приладожский филиал в городе Сортавала.
В феврале 2013 года, после того как Карельская государственная педакадемия была признана неэффективной, в Министерстве образования Республики Карелия подписали приказ о слиянии педакадемии с ПетрГУ. В процессе объединения двух вузов на базе бывшей академии сформированы три института ПетрГУ: психолого-педагогический, институт физкультуры, спорта и туризма, а также институт иностранных языков, остальные факультеты КГПА вошли в состав кафедр ПетрГУ.

#### 2020-е годы
В 2017 году университет получил статус опорного вуза.
2 марта 2022 года более двухсот студентов, выпускников и сотрудников ПетрГУ подписали открытое письмо против вторжения России на Украину. В тот же день вечером руководство ПетрГУ заявило, что часть подписей в этой петиции поддельные, поскольку подписи собирают без подтверждения личности и подписывают в основном выпускники университета прошлых лет. Затем 6 и 7 марта ректор ПетрГУ А. В. Воронин подписал обращение Российского союза ректоров и обращение Совета ректоров вузов Карелии и республиканской Ассоциации профессиональных образовательных организаций в поддержку вторжения России на Украину.

## Университетский кампус

### IT-парк
Инновационно-технологический парк при ПетрГУ представляет собой совокупность нескольких научных лабораторий. Парк был создан для продвижения высокотехнологичной продукции в северных странах и в Российской Федерации, опираясь на научно-образовательный и научно-технологический потенциал своего персонала.
Разработки IT-парка внедрены Группой «Илим», Архангельским, Кондопожским, Сегежским и другими крупными предприятиями России. В 2010 г. в ПетрГУ создано два пилотных малых инновационных предприятий «Инвестбизнесконсалтинг» и «Опти-Софт». В рамках IT-парка в 2010 году создан Студенческий бизнес-инкубатор, также, создан Центр молодёжного изобретательства.
Центры IT-парка:
- Центр ПетрГУ-Метсо Систем Автоматизации (PMASC). Работа Центра заключается в оказании услуг в сфере информационных технологий и разработке автоматизированных систем управления предприятиями и технологическими процессами. В основном, заказчики услуг Центра — это Российские и зарубежные промышленные предприятия, фирмы по разработке программного обеспечения, торговые предприятия. Центр сотрудничает с компанией Метсо[89], разрабатывая ПО по заказам «Metso Automation Inc.» и «Metso Minerals Inc.». Помимо этого, в Центре функционируют два отдела: АСУП, занимающийся разработкой ПО для промышленных предприятий и АСУТП, деятельность которого связана с автоматизированными системами управления технологическими процессами[90].
- Региональный ресурсный Центр по информатизации при ПетрГУ (РРЦИ). РРЦИ был основан в 1995 году на базе Регионального Центра новых информационных технологий (РЦ НИТ), созданного четырьмя годами ранее. Целью создания Регионального Центра информатизации было решение проблем развития информационной среды Северного региона России[91]. С 2014 года функции РРЦИ при ПетрГУ выполняет РЦ НИТ[92].

#### Клуб творчества программистов
Также в здании IT-парка расположен клуб творчества программистов ПетрГУ. Клуб занимается подготовкой студентов и школьников к олимпиадам по программированию, а также поиском способных людей и популяризацией спортивного программирования. Дважды в год клуб проводит международные студенческие сборы по программированию, в которых принимают участие команды со всей России, а также из ближнего и дальнего зарубежья. Также клуб проводит школьные и студенческие олимпиады.
Команды Петрозаводского государственного университета выигрывали серебряную и бронзовые медали в Чемпионате мира по программированию (в 2007 и 2008 годах стали бронзовыми призёрами соревнований, в 2010 году, в Китае, — серебряными).

### Спортивно-оздоровительные базы

#### «Шотозеро»
В 1961 году с целью организации культурного досуга студентов и преподавателей университета, создания условий для спортивных занятий, а также проведения летних школ, семинаров и учебных практик в Пряжинском районе на озере Шотозеро создан спортивно-оздоровительный лагерь.
До 1963 года на территории лагеря под руководством И. Никошкова проводилось обучение мотоциклистов и организовывались агитмотопробеги: Сямозеро, Крошнозеро и др.
С 2008 года в лагере обучаются студенты-участники проекта «Адаптер» (разрешение конфликтов и командная работа) Профкома студентов ПетрГУ.
С 2011 года в «Шотозеро» проводится ежегодная летняя школа изобретательства и предпринимательства студенческого бизнес-инкубатора ПетрГУ, а также форумы факультетов и институтов, выезды Академического хора ПетрГУ, сборы участников Клуба творчества программистов под руководствам В. А. Кузнецова. Лагерь собирает спортивно-патриотические клубы всей России с 2014 года, принимая более 100 спортивных лидеров.
Начальником лагеря с 2000 года является старший преподаватель кафедры физической культуры Г. А. Крикунов.

### Гербарий и Ботанический сад
Гербарий ПетрГУ
Гербарий ПетрГУ основан в 1940 году, одновременно с созданием университета и является крупнейшей коллекцей Северо-Запада России. Гербарий ПетрГУ входит в Международную базу гербариев мира с индексом PZV.
Ботаники Ф. И. Рупрехт, И. П. Бородин, Ю. Д. Цинзерлинг, В. Л. Комаров, М. Л. Раменская и другие внесли свой вклад в создание коллекции. На 2017 год коллекционный фонд Гербария ПетрГУ составляет 76050 образцов и включает гербарии сосудистых растений, мохообразных, крупных водорослей, лишайников и афиллофороидных грибов.
Гербарий ПетрГУ послужил основой всех выпусков «Красной Книги Республики Карелия».
Ботанический сад ПетрГУ
«В 1953 году, когда я только начинала свою работу в Ботаническом саду, первыми опытами по созданию родовых комплексов пихты и лиственницы («чудо-дерева», по выражению Петра Великого), мы организовали экспедицию в Северное Приладожье и на Валаам. Много посадочного материала получили, особенно из Сортавальского питомника. К сожалению, его больше нет: после кончины директора, замечательного энтузиаста Николая Алексеевича Югана, питомник разграбили, а территорию застроили…»
Ботанический сад Петрозаводского государственного университета был основан в 1951 году как учебно-вспомогательное учреждение на базе подсобного хозяйства Соломенского лесопильного завода.
Изначально площадь сада составляла 14 гектаров. Руководил работами по организации сада Михаил Васильевич Иванов. Были созданы необходимые условия для научных исследований сотрудников кафедры ботаники (А. С. Лантратова, Е. А. Овчинникова) и растениеводства (М. М. Изергина, И. Л. Никифорова, В. И. Соколова, А. В. Штанько).
С 1960 по 1993 год директором был Павел Васильевич Крупышев. Он увеличил к середине 1960-х годов территорию сада до 140 гектаров. Территория сада была разделена на 5 частей: три отдела (древесных растений, плодово-ягодных культур и травянистой флоры) были организованы в закрытой зоне, а заповедный участок с естественной растительностью и сад регулярной планировки были выделены в свободной зоне.
В 1976 году, в дендрарии, насчитывалось до 300 видов деревьев и кустарников; коллекция редкой флоры Фенноскандии и Карелии. Созданный на основе сада питомник обеспечивал население Петрозаводска посадочным материалом.
В ботаническом саду проходят учебную и производственную практику студенты. Ботанический сад проводит научные исследования совместно с кафедрой ботаники и физиологии растений.
В 1993 году директором ботанического сада стал кандидат биологических наук Алексей Анатольевич Прохоров. В 1996 году заповедная территория сада увеличилась на 289 гектаров.

### Астрономия
Обсерватория Астерион — астрономическая обсерватория при ПетрГУ, основанная в октябре 2008 года при университетском астрономическом клубе студентов.
Наблюдательная станция Шёлтозеро ПетрГУ — астрономическая экспедиционная наблюдательная станция ПетрГУ, основанная в 2009 году в районе села Шёлтозеро. Станция работает в основном во время летних экспедиций в августе. Код обсерваторий Центра малых планет был присвоен наблюдательной станции в сентябре 2010 года. Всего было три астрономические экспедиции на данную станцию с 2009 по 2011 год.

## Управление ПетрГУ
Председатель попечительского совета — С. Л. Катанандов.
- Конференция трудового коллектива
- Учёный совет

Основание и состав Учёного совета
Для решения различных вопросов университетской жизни 21 мая 1941 г. был утвержден Учёный совет в составе 25 членов. Совет 1941 г. имел право присуждения учёных степеней и званий по следующим специальностям: теоретическая физика, физиология человека и животных, физиология растений, генетика, история СССР, фольклор. Деятельность университета регламентировалась уставом, четко определявшим роль факультетов и кафедр как основных учебных и научных подразделений.
В состав Учёного совета входят также представители профкома.
Деятельность Учёного совета
В 1942—1944 гг. Учёный совет университета присудил учёную степень кандидата наук 13 научным работникам, в том числе преподавателям И. И. Кяйвяряйнену, А. Н. Малявкину, А. А. Райкерусу, В. Н. Чернову.
В 1951—1960 гг. на учёном совете университета кандидатские диссертации защитили 40 аспирантов, а в 1961—1970 гг. — ещё 183.
В 1961 г. вышла в свет монография заслуженного деятеля науки РСФСР, заведующего кафедрой физиологии человека и животных, профессора Георгия Николаевича Сорохтина «Атония нервного центра», представленная Учёным советом Петрозаводского университета на соискание Ленинской премии 1963 г.
В 1965 году сотрудники 46 кафедр и 5 вспомогательных научных учреждений (Вычислительный центр, Ботанический сад, Кончезерская биостанция, Институт биологии и библиотека) работали над решением 27 проблем, объединяющих около 200 тем.
В марте 1988 г. расширенный Учёный совет заслушал отчёт ректора профессора М. И. Шумилова о его деятельности и определил программу дальнейшего развития университета. В апреле 1988 г. на очередном заседании Учёного совета был рассмотрен вопрос «Об опыте организации самостоятельной работы студентов младших курсов на строительном и лесоинженерном факультетах». Была отмечена проблема — большой отсев студентов начальных курсов. Возможные причины отсева заключаются (1) в слабой школьной подготовке первокурсников, (2) в недостатке методической литературы, (3) в недостаточном индивидуальный подход к первокурсникам со стороны преподавателей. С учётом этих замечаний на заседании Учёного совета приняты рекомендации по улучшению работы со студентами младших курсов.
Ректорату, деканатам, научной части продолжить работу по открытию в течение 1997 г. диссертационных советов по присуждению учёной степени кандидата наук на медицинском, лесоинженерном и экономическом факультетах. Деканату биологического факультета рассмотреть вопрос об открытии диссертационного совета по присуждению учёной степени доктора биологических наук, деканату математического факультета — по присуждению учёной степени доктора технических наук. Деканату исторического факультета рассмотреть вопрос о присуждении учёной степени кандидата наук по специальности «всеобщая история».
Ректорату, научному отделу в соответствии с программой развития ПетрГУ на 1997—2000 гг. и решением коллегии Минобразования России от 11.12.96 г.
«О программе развития Петрозаводского государственного университета» разработать в 1997 г. совместно с Карельским научным центром РАН и другими научно-образовательными учреждениями Республики Карелия «Региональную модель интеграции вузовской, академической и отраслевой науки».
Петрозаводский университет, 28 февраля 1997 г.
В начале 1990-х на математическом и физическом факультетах решением Учёного совета университета в порядке эксперимента были введены бакалавриат и магистратура. Эксперимент оказался успешным и теперь студент может получить три диплома: бакалавра (первые четыре года обучения), специалиста (пять лет) и магистра (шесть лет).
На заседании Учёного совета в декабре 1992 г. обсуждался вопрос «Об итогах социально-экономического развития университета в 1992 г. и задачах на 1993 г.» Было отмечено трудное экономическое положение университета, задержки в выплате зарплаты и стипендий.
По результатам выполненных работ за 1996 г. опубликовано 19 монографий, 21 учебное пособие, 233 статьи в российских и зарубежных журналах, 137 тезисов докладов на международных, 94 — на всероссийских и республиканских конференциях, 9 сборников научных трудов. Учёное звание профессора получили 2 человека, доцента — 10 человек. Коллектив университета провёл 34 конференции и семинара, в том числе 11 — с международным участием и 23 — региональных и межвузовских.
На 1 января 1997 г. в аспирантуре ПетрГУ обучалось 123 человека, в целевой аспирантуре — 26 человек. В 1966 г. принято в аспирантуру ПетрГУ 50 человек, направлено в целевую аспирантуру 3, выпущено 13 аспирантов, в том числе 4 — с защитой диссертаций.
На учёном совете 1998 г. выступала проректор по информатизации ПетрГУ Н. С. Рузанова. В её докладе было отмечено, что в университете созданы условия для внедрения информационных технологий в учебный процесс, научные исследования и управление вузом, выполнены работы по развитию телекоммуникационной сети вуза.

## Ректоры
- Тууре Вальдемар Лехен (1940—1941) — первый ректор университета.
- Константин Дмитриевич Митропольский (1941—1945).
- Виктор Сергеевич Чепурнов (1945—1948).
- Иван Семёнович Яковлев (1948—1957).
- Владимир Васильевич Стефанихин (1957—1973).
- Михаил Ильич Шумилов (1973—1991).
- Виктор Николаевич Васильев (1991—2006).
- Анатолий Викторович Воронин (с 2006 года).

Президент — В. Н. Васильев (2006—2017).

## Институты ПетрГУ

### Институт математики и информационных технологий
Математический факультет является центром подготовки квалифицированных специалистов по теоретической и прикладной математике в республике Карелия. Факультет основан в 1940 году. Тогда он был частью физико-математического факультета. В 1986 году факультет по инициативе математиков, во главе которых был профессор В. И. Чернецкий, разделился на два факультета: математический и физико-технический. Деканом с 1986 по 1991 был кандидат физико-математических наук, доцент А. А. Печников. С 1991 года деканом являлся доцент кафедры математического анализа В. А. Шестаков. Позже факультетом руководил доцент кафедры теории вероятностей и анализа данных А. Г. Варфоломеев.
Первая подготовка студентов математиков началась на физико-техническом факультете Карельского педагогического института в 1931 году. 1 ноября 1931 года к обучению приступили 48 студентов. Зачисление проходило без вступительных экзаменов.
В годы Великой Отечественной войны сотрудники факультета А. Ф. Ипатов, А. П. Казанский, А. М. Кузин, П. В. Панов ушли на фронт. За период 1942—1943 года обучено шесть математиков, в тот момент факультет находился в эвакуации вместе со всем университетом в городе Сыктывкаре.
В 1950 году из состава кафедры математического анализа появилась кафедра алгебры и геометрии. Кафедру алгебры и геометрии в 1981 году преобразовали в кафедру прикладной математики и кибернетики. В 1989 появилась кафедра информатики и математического обеспечения ЭВМ.
На факультете работает аспирантура. В 1995 году с помощью В. И. Чернецкого и А. В. Воронина создан совет по защите кандидатских диссертаций. По данным 2000 года, защищено более десятка диссертаций, в том числе три докторских диссертации.
Кафедра теории вероятностей и анализа данных
Кафедра теории вероятностей и анализа данных (ТВиАД) сформирована в 2008 году. Главой кафедры является профессор, доктор технических наук А. А. Рогов. На кафедре работают около 30 сотрудников.
Кафедра информатики и математического обеспечения
Кафедра образована в 1989 году из кафедры прикладной математики и кибернетике. Главой кафедры был избран кандидат физико-математических наук, доцент Г. С. Сиговцев. С 2000 года кафедрой руководит доцент, кандидат технических наук Ю. А. Богоявленский.
С 1997 года кафедра организует международный научный семинар «Передовые методы информационных технологий», в котором принимают участия учёные из Московского, Санкт-Петербургского и финских университетов.
Кафедра математического анализа
Кафедра математического анализа была создана в 1940 году. Возглавлял кафедру на тот момент кандидат физико-математических наук, доцент А. А. Райкерус. В связи с начавшейся войной первый выпуск студентов состоялся в городе Сыктывкаре. Кафедрой руководит доктор физико-математических наук, профессор В. В. Старков.
На кафедре проводилось обучение будущих учителей математики для школ республики Карелия и специалистов по дифференциальным и интегральным уравнениям. В 1960 году был организован университетский вычислительный центр. В состав центра входили в основном выпускники факультета, главным был назначен математик П. И. Флотский. На базе вычислительного центра в 1961 году была организована подготовка математиков-вычислителей.
В 1960-х годах было сформировано основное направление научных исследований — дифференциальные и интегральные уравнения и приближённые методы их решения. Было опубликовано ряд научных статей по данной теме, также в 1963 году В. А. Слободской был подготовлен учебник «Краткий курс высшей математики».
В 1981 году на кафедре появилась специальность геометрия и топология, на которой работали в основном выпускники аспирантуры Московского и Ленинградского университетов.
С 1993 года на кафедре издаётся ежегодный научный журнал «Труды Петрозаводского государственного университета», серия «математика». Журнал реферируется в РЖМат, Mathematical Reviews и Zentralblatt. В 2011 году журнал переименован в «Проблемы анализа» (Issues of Analysis).
На кафедре ведутся курсы математического анализа, аналитической геометрии, теории функций комплексной переменной, топологии, функционального анализа. Также проводятся занятия по высшей математике на технических факультетах: промышленного и гражданского строительства, лесоинженерном и сельскохозяйственном.
Кафедра прикладной математики и кибернетики
Кафедра была создана в 1981 году на базе кафедры алгебры и геометрии. Возглавил кафедру доктор технических наук, профессор В. И. Чернецкий, который является автором более ста работ по системному обеспечению ЭВМ и теории вероятностей.
На кафедре осуществлялась специализация по аналитической и конструктивной теории функций и геометрии. Студентам читались курсы по математическим основам теории относительности и геометрии римановых пространств, по аналитической теории дифференциальных уравнений, эллиптическим функциям и вариационному исчислению.
В 1988 году на кафедре была проведена Всесоюзная конференция по кибернетике и методам теории массового обслуживания. С 1983 года на кафедре функционирует аспирантура. Наиболее способных студентов, участвовавших в различных научных конференциях, приглашают принять участие в исследовательских работах.
В 1997 году основана научно-педагогическая школа «Математическое моделирование естественно-научных и хозяйственных процессов и систем управления» под руководством профессора В. И. Чернецкого.
На кафедре создан Клуб творчества программистов под руководством доктора технических наук, профессора В. А. Кузнецова. В клубе творчества программистов ведётся подготовка студентов и школьников в области математического моделирования, оптимизации, теории алгоритмов и программирования, проводятся городские и республиканские олимпиады по программированию.
Кафедра геометрии и топологии
Кафедра была сформирована в 2001 году при активной помощи ректора В. Н. Васильева.
Кафедра теории и методики обучения математике и ИКТ в образовании
Кафедра была сформирована в 1979 году. Первым руководителем кафедры был кандидат физико-математических наук, профессор В.А.Тарасов.

### Физико-технический институт
Факультет[какой?] был основан 27 марта 1940 года. Тогда он был частью физико-математического факультета и входил в состав четырёх факультетов Карело-Финского государственного университета. Первым деканом был Адам Адамович Райкерус и занимал эту должность на протяжении 20 лет. К концу первого семестра 1941—1942 учебного года на физико-математическом факультете обучалось всего 11 человек. Весной 1945 года выпускниками факультета стали 35 человек. В 1951 году факультет временно упразднили, объединив его с биологическим. На протяжении последующих трёх лет факультет назывался естественно-математическим.
В шестидесятые годы перед учеными естественно-технических направлений открылась возможность включиться в выполнение тематики, предусмотренной государственными планами развития народного хозяйства СССР. На кафедре экспериментальной физики началось активное изучение влияния механизмов разрушения металла при усталости и износе и выяснение физического механизма «старения» сплавов. Активизация научных исследований на кафедре физики связана с прибытием в 1951 году из Ленинградского университета профессора Д. Б. Гогоберидзе и доцента Ю. М. Кагана. Ими были организованы две специализации — по рентгенометаллофизике и оптике.
Каган Юрий Максимович начал работу над одним из разделов оптики, получившим название газовой электроники. Круг решаемых им вопросов был связан с проблемами плазмы разряда, вопросами методики исследования плазмы. Тогда же начались работы по применению оптических методов для исследования физических процессов в плазме. Каган проводил работу в лаборатории университета. В ней исследовались физические процессы в плазме разряда и инертных газах при средних давлениях, велась работа по детализации элементов расчёта и совершенствовалась методика исследования. Ю. М. Каган совместно с коллегами разработал метод экспериментального исследования распределения электронов по скоростям и приступил к теоретическим исследованиям, необходимым для осмысления явлений, наблюдаемых в эксперименте. К этой работе он привлёк В. И. Переля.
В 1950 году В. И. Перель окончил физический факультет ЛГУ и был направлен по распределению в Петрозаводск, для работы в одной из школ. Работу в университете Перель начал в 1953 году. В стенах Петрозаводского университета он защитил кандидатскую диссертацию по физике плазмы. Совместно с Каганом они разработали теорию распределения электромагнитных полей в плазме, описывающую теорию зондовых измерений плазмы. Полученные результаты были опубликованы в ведущих физических журналах в 1953—1957 годах (ДАН, ЖЭТФ, Оптика и спектроскопия).
В июне 1953 года, не дожив до 47 лет, скончался Дмитрий Борисович Гогоберидзе, являвшийся инициатором открытия специализации «рентгенометаллофизика». Встал вопрос о сохранении данной специализации. Деканом факультета А. А. Райкерусом и ректором И. С. Яковлевым было принято решение сохранить это направление. Развитием специализации занялся Юрий Терминасов, возглавивший кафедру экспериментальной физики и факультет. Он добился того, что исследования петрозаводских физиков получили известность в стране.
В 1958 году учебная программа претерпела изменения, учебные планы изменились. Первый курс физмата целиком перешёл на новый учебный план. Студенты пятого курса физиков до середины октября проходили производственную практику на заводах Ленинграда, Тулы и Петрозаводска. Для них дополнительно были включены учебно-научная кинематография, практика в школьных мастерских и знакомство с техникой лесной промышленности. Студентов четвёртого курса делили на две группы. В одной были те, кто по окончании университета собирался преподавать в школах, в другой — те, кто планировал быть занятым на производстве. Студенты первой группы проходили двенадцатинедельную практику в школах, студенты второй в течение того же времени были заняты на производстве.
В мае 1959 года студенты физического отделения защитили свои дипломные работы. Многие из них были выполнены в лабораториях университета, некоторые на заводах под руководством квалифицированных специалистов.
К началу семидесятых годов началась оптимизация образовательной деятельности в университете. Деканами факультета стали доценты А. В. Кузнецов, К. А. Иойлева, Г. А. Бугнина. В марте 1977 года, при поддержке предприятий электронной промышленности, для студентов организовали отраслевую лабораторию по физике оксидных плёнок, а в июле того же года — по физике мощных импульсных токов в газах. Работу в лабораториях контролировали доценты Л. Л. Одынец, В. А. Гуртов, А. Д. Хахаев, Ю. Д. Хромой, В. П. Малиненко. Лаборатории были оснащены экспериментальной техникой: высоким вакуумом, мощными пучками атомных частиц и электронов, сложной регистрирующей аппаратурой. В те годы на факультете началась активная хоздоговорная работа по созданию новых источников света, исследованию дефектов, образующихся в веществах, подвергнутых радиационному воздействию. Проводилось исследование структуры шунгитов, в лабораториях исследовали окислы металлов.
В 1986 году физико-математический факультет был разделен на два самостоятельных факультета — математический и физический. Деканом физического факультета стал доцент В. А. Гуртов. В 1988 году на факультете прошёл первый набор на специальность «физическая электроника».
На образовавшемся факультете продолжались исследования, связанные с физической электроникой и физикой твёрдого тела. Был получен ряд результатов в области физики электронно-атомных столкновений и газового разряда. Активную работу вели доценты А. Д. Хахаев, Ю. Д. Хромой, Л. А. Луизова, В. И. Сысун. Проводились работы по изучению физических свойств и структуры твёрдых тел, исследовались элементы микроэлектроники. Этими вопросами занимались доктор физико-математических наук О. Н. Шиврин и кандидаты наук Л. А. Алешина, В. А. Гуртов, А. В. Кузнецов, В. А. Лалэко, В. П. Малиненко, В. В. Петрова, А. Д. Фофанов.
В 1991 году пост декана физического факультета занял Сысун Валерий Иванович.
В 1999 году физический факультет переименовали в физико-технический. В его состав стало входить пять кафедр:
- кафедра общей физики, заведующим стал доцент — А. И. Назаров;
- кафедра физики твёрдого тела во главе с профессором В. А. Гуртовым;
- кафедра электронных и ионных приборов. Заведующим кафедрой был назначен В. И. Сысун;
- кафедра информационно-измерительных систем и физической электроники. Заведующий — профессор А. Д. Хахаев;
- кафедра геофизики, заведовать ей стал доцент Г. Б. Стефанович.

На тот момент на факультете работало 55 преподавателей, среди которых 5 докторов и 36 кандидатов наук, обучалось 500 студентов.
Факультет стал готовить студентов по ряду новых специальностей. В 1997 году состоялся первый выпуск по специальности «автоматизированные системы обработки информации и управления», был открыт приём на специальность «геофизика». В 2000 году открылась специальность «информационно-измерительная техника и технологии».
10 марта 2011 года на открытом заседании учёного совета физико-технического факультета прошли выборы декана. Новым деканом был назначен Дмитрий Игоревич Балашов. С 2008 года он занимает по конкурсу должность доцента кафедры информационно-измерительных систем и физической электроники.
На 2015 год в состав факультета входят:
- кафедра общей физики,
- кафедра физики твёрдого тела,
- Кафедра электроники и электроэнергетики,
- кафедра информационно-измерительных систем и физической электроники,
- Кафедра энергообеспечения предприятий и энергосбережения.

Кафедра общей физики
Кафедра общей физики как самостоятельное подразделение возникла в 1959 году. Её возглавил кандидат физико-математических наук Михаил Николаевич Палладии.
В 1961 году из Ленинграда приехал Лев Львович Одынец и в 1962 году возглавил кафедру общей физики. Лев Львович взял руководство несколькими аспирантами и установил прочные связи с ленинградским научно-производственным объединением в области электронной техники. По его инициативе была открыта новая специализация физики анодных окисных плёнок и создана одноимённая отраслевая лаборатория.
В то время кафедра общей физики занималась ежегодным курированием четырёх групп физиков первого и второго курсов, одной-двух групп медицинского факультета и подготовительного отделения. Кураторами назначались преподаватели из состава кафедры, ведущие занятия в данных группах. Для вовлечения студентов в научно-исследовательскую работу кураторы организовывали экскурсии в лаборатории, устраивали встречи с руководителями специализаций, с научными работниками, привлекали студентов к подготовке научных конференций.
В 1969 году на кафедру общей физики пришла И. А. Малиненко. Она читала курс общей физики — от механики до ядра атома. Разработала учебные курсы: «Строительная физика», «История физики» и «Физика и научно-технический прогресс».
С начала 60-х годов на кафедре открылась специализация по физике полупроводников и диэлектриков. У истоков специализации стояли доценты Л. Л. Одынец и И. С. Жукова.
Развивалась и научная работа в области физики окисных плёнок, исследовалась кинетика образования и электрофизические свойства окисных плёнок, сформированных на металлах и полупроводниках.
Кафедра физики твёрдого тела
В 1977 году на базе кафедры экспериментальной физики физико-математического факультета были созданы две самостоятельные выпускающие кафедры: кафедра физики твёрдого тела и кафедра физической электроники.
Данное направление в Петрозаводском Университете появилось в 1951 году, когда на кафедре общей физики Гогоберидзе была организована специализация по рентгенометаллофизике. После его смерти специализацию возглавил Ю. С. Терминасов.
Большую роль в становлении специализации сыграл Шиврин. На основе опыта работы кафедр физики твёрдого тела в МГУ и ЛГУ он разработал программы спецкурсов и большинство из них читал сам.
Заведующими кафедрой были: доцент Кузнецов А. В. (1977—1982, 1987—1993), доцент Кручек М. П. (1981—1984 гг.), профессор Шиврин О. Н. (1984—1987 гг.), профессор Гуртов В. А. (с 1993).
Юрий Степанович Терминасов — декан физико-математического факультета с 1961 по 1972 год.
Образование кафедры физики твёрдого тела, объединившей в себе обе специализации, позволило перейти к комплексным исследованиям проблемы структуры и свойств твёрдых тел.
Кафедра информационно-измерительных систем и физической электроники
Ежегодно кафедра физической электроники выпускала 15-20 специалистов физиков научно-педагогического и научно-производственного направления по специализациям «Физическая электроника» и «Физическая метрология и автоматизация эксперимента».
С 1994 года заведующим кафедрой стал Анатолий Хахаев и начал набор студентов по специальности «Информатика и вычислительная техника». В 2000 году по инициативе кафедры была открыта новая специальность «Информационно-измерительная техника и технологии». С 2011 году открыт приём по направлению «Приборостроение».
С 1999 по 2017 год кафедрой руководил Г. Б. Стефанович, прошедший путь от инженера до преподавателя и доктора наук. С 2017 года кафедрой заведует Ершова Наталья Юрьевна.
Кафедра электроники и электроэнергетики
- В 1989 году на базе отраслевой научно-исследовательской лаборатории «Физики мощных импульсных токов в газах» была организована кафедра электронных и ионных приборов. Заведующим кафедрой был назначен Юлиан Давыдович Хромой — доктор технических наук, профессор.
- В 1992 году кафедру электронных и ионных приборов возглавил доктор физико-математических наук, профессор Георгий Андреевич Дюжев.
- В 1996 году на смену Дюжеву пришёл доктор физико-математических наук, профессор Валерий Иванович Сысун.
- В 2005 году кафедра «Промышленной теплотехники и энергосбережения» и кафедра «Электронных и ионных приборов» объединились в одну кафедру «Энергетики и электроники».
- В 2007 году произошло разделение и переименование кафедры «Энергетики и электроники» на две самостоятельные кафедры.

Кафедра энергообеспечения предприятий и энергосбережения
Кафедра «Энергообеспечения предприятий и энергосбережения» начала своё существование с кафедры «Промышленной теплотехники и энергосбережения», созданной 18 ноября 1997 года.
Заведует кафедрой с начала её основания доктор технических наук, профессор, академик Международной академии холода И. К. Савин.
В 2002 году состоялся первый выпуск кафедры — 8 человек, обучавшихся заочно; в 2004 году — один человек очного отделения.

### Институт биологии, экологии и агротехнологий
Кафедры:
- Кафедра общей химии;
- Кафедра ботаники и физиологии растений;
- Кафедра зоотехнии, рыбоводства, агрономии и землеустройства;
- Кафедра зоологии и экологии.

История агротехнического факультета
В 1950-е годы в республике Карелия была необходимость в высококвалифицированных специалистах сельского хозяйства. В связи с этим в 1951 году в университете начался первый набор и подготовка агрономов и зооинженеров. В качестве учебной базы использовались совхоз «Кончезерский», Карельская государственная сельскохозяйственная опытная станция, Кончезерская агробиологическая станция и ботанический сад Петрозаводского государственного университета.
Первым деканом факультета был доцент М. А. Тойка. С 1961—1973 годы главой факультета был доцент С. М. Крашенинников. С 1973—1985 годы факультетом руководил доцент Л. А. Новицкий.
С 1985 года деканом агротехнического факультета является доцент, кандидат сельскохозяйственных наук Н. А. Онищенко.
Кафедра агрономии, землеустройства и кадастров
Кафедра создана в 1971 году. Ответственным за формирования кафедры была кандидат сельскохозяйственных наук, доцент М. М. Изергина. Учебной базой для занятий был участок и оранжерея в ботаническом саду университета. В настоящее время кафедрой руководит профессор, доктор сельско-хозяйственных наук Е. Л. Павловна.
Кафедра зоотехнии, рыбоводства и товароведения
Кафедра создана в 1953 году. Ответственным за создание кафедры была доктор сельскохозяйственных наук, профессор Е. П. Карманова.
Кафедра механизации сельскохозяйственного производства
Кафедра создана на основе кафедры механизации и электрификации сельскохозяйственного производства, которая была создана в 1954 году. Кафедрой длительное время руководил Л. А. Новицкий. В настоящее время кафедрой руководит доцент, кандидат технических наук Л. А. Черняев.
История эколого-биологического факультета
Факультет был образован в 1940 году на базе факультета естествознания Карельского педагогического института и носил название «биологический факультет». В 1951 году факультет объединили с физико-математическим, в связи с этим факультет был переименован в естественно-математический. В 1954 году отделение биологии было передано в состав сельскохозяйственного факультета. Набор студентов на специальность «биология» был временно остановлен и возобновился в 1958 году. Биологический факультет был восстановлен в 1967 году. Руководила факультетом заведующая кафедрой ботаники и физиологии растений, заслуженный деятель науки КАССР М. П. Миронова.
На факультете велись научные исследования по ряду направлений: флора и фауна Карелии и Европейского Севера, оценка, прогноз и контроль состояния окружающей среды, влияние физико-химических, экстремальных факторов на физиологические функции и тканевые структуры организмов, экология. При факультете работают Кончезерская биологическая станция, Шелтозерская биологическая станция, Ботанический сад, гербарий, лаборатория экологических проблем севера, лаборатория функциональной экологии. На факультете функционирует бакалавриат и магистратура.
Кафедра общей химии
Основана в 1940 году. Коллектив на тот момент состоял из 4-х человек. Преподаватели кафедры читают лекции 10 факультетам. На кафедре ведётся научно-исследовательская работа, результатом которой являются монографии М. А. Тойкка «Микроэлементы в Карелии». Кафедрой руководит доктор химических наук, профессор В. В. Вапиров.
Кафедра ботаники и физиологии растений
Кафедра ботаники и физиологии растений существует с 1940 года. Изначально было создано 2 кафедры: кафедра физиологии растений и кафедра ботаники. Кафедра ботаники в 1948 году была переименована в кафедру морфологии и систематики растений.
Кафедра зоологии и экологии
Кафедра зоологии и экологии отсчитывает своё существование с 1940 года. Изначально были созданы кафедра зоологии беспозвоночных и зоологии позвоночных и кафедра генетики и дарвинизма. В 1950 году кафедру зоологии беспозвоночных и зоологии позвоночных объединили в единую кафедру зоологии. В 1956 году кафедру зоологии и кафедру генетики и дарвинизма объединили в одну кафедру зоологии и дарвинизма. С 1985 года кафедрой руководит профессор, член-корреспондент РАН, академик Российской академии естественных наук, доктор биологических наук Э. В. Ивантер.
Кафедра молекулярной биологии, биологической и органической химии
Кафедра создана в 1961 году и по 1962 год входила в состав медицинского факультета. Кафедра занималась научным исследованием по теме «Биологическая роль микроэлементов в организме человека и животных». Результатом исследований получились десятки научных статей, участие во всесоюзных конференциях по проблеме микроэлементов, несколько защищённых кандидатских диссертаций. В 1967 году кафедра была включена в состав биологического факультета. В 1986 году при помощи кафедры молекулярной биологии, биологической и органической химии в Карелии была создана лаборатория клинической иммунологии при Детской республиканской больнице. В 1987 году на Сунской птицефабрике был построен цех по производству кормового белка путём микробиологического синтеза. Кафедрой руководит заслуженный деятель науки, доктор биологических наук, профессор, член-корреспондент РАН Н. Н. Немова.
Кафедра биологии и методики обучения
Кафедра отсчитывает своё существование с 1932 года. Кафедра по 2013 год была в составе естественно-географического факультета Карельской государственной педагогической академии. Кафедрой заведует член-корреспондент РАН, профессор, доктор биологических наук А. Ф. Титов.

### Институт экономики и права
С 1 января 2017 года экономический и юридический факультеты были объединены в Институт экономики и права ПетрГУ.
История экономического факультета
Изначально подготовка экономистов в универсистете велась разными кафедрами и их учебная деятельность не координировалась. В целях повышения уровня экономической подготовки в 1967 году была создана кафедра отраслевых экономик. Возглавил кафедру ректор Петрозаводского государственного университета доцент В. В. Стефанихин. В 1970-х годах народному хозяйству республики остро потребовались высококвалифицированные экономисты, и в связи с этим в 1975 году было открыто отделение бухгалтерского учёта. Изначально отделение бухгалтерского учёта входило в состав физико-математического факультета. В 1977 году была создана кафедра бухгалтерского учёта, планирования и статистики, которую возглавил А. Г. Русаков.
В 1979 году выпустились 52 первых экономиста, а в 1980 году отделение бухгалтерского учёта было преобразовано в самостоятельный экономический факультет. Тогда в состав факультета входило три кафедры: бухгалтерского учёта и анализа хозяйственной деятельности, политической экономии и отраслевых экономик. Первым деканом экономического факультета был заведующий кафедрой политической экономии С. Н. Поляков, а в 1982 году деканом стал А. Г. Русаков, а после него, в 1988 году, — В. Б. Акулов.
В 1997 году реализовывалась масштабная международная программа ТАСИС «Обучение менеджменту на Северо-Западе». Программа реализовывалась в образовательных учреждениях в том числе и Петрозаводска. Высокие результаты проекта ТАСИС привели к тому, что ПетрГУ в лице КРИУЭП в 1998 году принял участие в конкурсном отборе на право участвовать в Президентской программе подготовки управленческих кадров для организаций народного хозяйства Российской Федерации и единственный из вузов Европейского Севера получил право самостоятельно реализовывать эту программу по двум направлениям «Менеджмент», «Финансовый менеджмент» и «Маркетинг».
Кафедра бухгалтерского учёта и анализа хозяйственной деятельности
Кафедра было создана в 1980 году на базе кафедры бухгалтерского учёта, планирования и статистики. Возглавил кафедру доцент А. Г. Русаков. Работниками кафедры читались лекции и проводились практические занятия по дисциплинам: теория бухгалтерского учёта, бухгалтерский учёт в промышленности, ревизия и контроль, анализ хозяйственной деятельности, калькулирование себестоимости. Благодаря сотрудникам кафедры студенты проходили практику на промышленных предприятиях и строительных организациях. В 1987 году заведующим кафедрой стал В. Г. Шехин, ранее работавший в отделе экономики Карельского филиала АН СССР.
Кафедра сотрудничала с учебными и научными заведениями Москвы и Ленинграда, в особенности с Ленинградским финансово-экономическим институтом им. Н. А. Вознесенского.
Кафедра экономической теории и менеджмента
В 1991 году экономический факультет начал готовить студентов по новой специальности «экономика и управление производством», которая в дальнейшем переросла в специальность «менеджмент». Через год было принято решение разделить кафедру политической экономии, выделив из неё ту часть, которая преподавала экономическую теорию на экономическом факультете и всё, что идёт по менеджменту как по выпускающей специальности. Другая кафедра осталась кафедрой политической экономии.
Кафедра отраслевых экономик
Была основана в 1967 году До этого момента преподаватели работали на разных кафедрах. Возглавил кафедру доцент В. В. Стефанихин. Кафедра вела занятия по экономическим дисциплинам на сельскохозяйственном, экономическом и инженерных факультетах. Основным научным направлением кафедры была экономическая оценка мероприятий по снижению затрат.
В 1989 году был создан филиал кафедры в отделе экономики Карельского филиала АН СССР. Министерства народного образования и здравоохранения заключили договоры о прямой подготовке специалистов, по которым ежегодно распределялось две трети выпуска очного отделения.
История юридического факультета
В 1990 году в связи с острой потребностью республики в квалифицированных юристах началась подготовка по специальности «юриспруденция», и для этого была создана кафедра правоведения, которая вошла в состав исторического факультета, а уже спустя год было образовано новое юридическое отделение, которое возглавил кандидат юридических наук, доцент Р. Н. Дусаев. В формировании отделения принимали участие и оказали большую помощь учёные Санкт-Петербургского университета.
В 1994 году юридическое отделение было преобразовано в самостоятельный юридический факультет. Тогда в состав факультета вошли три кафедры: общеправовых дисциплин, отраслевых правовых отношений (позже была переименована в кафедру отраслевых правовых дисциплин) и международного права (позже была переименована в кафедру международного и конституционного права), при этом была закрыта кафедра правоведения. Первым деканом юридического факультета стал Р. Н. Дусаев.
В 1996 году состоялся первый выпуск дипломированных юристов.
В 1997 году в состав юридического факультета вошла общеуниверситетская кафедра политологии и социологии, а в 2000 году — кафедра иностранных языков гуманитарных факультетов. Также в 2000 году на факультете появилась кафедра международных отношений.
В 1999 году деканом факультета стал доктор исторических наук, доцент С. Н. Чернов.
Впоследствии при создании нового факультета политических и социальных наук кафедры политологии и социологии и международных отношений перешли с юридического факультета на новый факультет.
Факультет сотрудничает с Вермонтской школой права (США). При помощи специалистов Вермонтской школы на факультете была создана «юридическая клиника».
Кафедра бухгалтерского учёта, анализа хозяйственной деятельности и аудита
Кафедра было создана в 1980 году на базе кафедры бухгалтерского учёта, планирования и статистики. Возглавил кафедру доцент А. Г. Русаков. Работниками кафедры читались лекции и проводились практические занятия по дисциплинам: теория бухгалтерского учёта, бухгалтерский учёт в промышленности, ревизия и контроль, анализ хозяйственной деятельности, калькулирование себестоимости. Благодаря сотрудникам кафедры студенты проходили практику на промышленных предприятиях и строительных организациях .
Кафедра теоретической экономики и государственного и муниципального управления
Кафедру возглавляет кандидат экономических наук, доцент Г. В. Гиенко.
Кафедра экономики и финансов
Кафедра экономической теории и менеджмента
Кафедра экономики и управления производством
Кафедра теории, истории государства и права
Кафедра международного и конституционного права
Кафедра гражданского права и процесса
Кафедра уголовного права и процесса
Кафедра административного и финансового права
Кафедра криминалистики

### Институт истории, политических и социальных наук
Историко-филологический факультет (1940—1986)
В 1933 году в КГПИ был открыт набор на национальное историческое отделение и отделение языка и литературы.
10 июля 1940 года было принято решение об открытии Карело-Финского государственного университета на базе КГПИ, также было принято 150 абитуриентов на 1 курс 1940/41 учебного года .
В 1940 году на факультете было три кафедры — истории, русского языка и литературы, на которых работали 17 преподавателей. Деканом факультета стал М. Г. Никулин. Летом 1941 года М. Г. Никулин был направлен в политотдел 71-й стрелковой дивизии, а затем в политуправление Карельского фронта. В годы войны деканом факультета работал доцент В. Г. Базанов.
Начавшаяся в 1941 году война прервала работу факультета. Многие преподаватели и студенты ушли на фронт. На фронтах Отечественной войны погибли преподаватели факультета А. И. Толмачев, В. И. Ходотов, Н. Н. Попов, студенты Т. А. Ананина, М. И. Антонков, Д. Н. Анисимов, М. Н. Кислов, С. Д. Карпов, С. Е. Криворучко, С. П. Гринягин, Я. И. Сахатаров, И. С. Безруков, К. П. Скворцов, И. В. Шилин, А. В. Розов, Н. Н. Дзержинский и другие.
Первые послевоенные годы были не лёгкими для факультета. Занятия приходилось проводить в неприспособленных помещениях. Не хватало преподавателей, отсутствовала учебная литература. В эти годы на факультете работали всемирно известный языковед Д. В. Бубрих, профессора А. Я. Брюсов, В. В. Мавродин, Д. П. Каллистов и А. И. Попов, доценты В. Г. Базанов и И. И. Кяйвяряйнен, Я. А. Балагуров, В. И. Машезерский, Н. Ф. Славин и А. М. Линевский. Постепенно всё стало налаживаться. Историко-филологический факультет стал источником кадров для народного просвещения, науки и культуры республики.
В 1947 году на историко-филологическом факультете была введена специализация «финский язык и литература». Также в этом году на место декана приходит И. И. Кяйвяряйнен. Следующие 11 лет Иван Иванович занимал эту должность и читал курсы по истории Нового времени, истории Финляндии, различные спецкурсы.
Многие выпускники историко-филологического факультета стали известными учёными, преподавателями, деятелями культуры:
- И. С. Галкин, Э. Г. Карху, И. П. Лупанова, Г. А. Панкрушев, Р. В. Филиппов, М. И. Шумилов стали докторами наук[175];
- Е. К. Арьева (Никитина), Г. Н. Богданова, Т. Г. Доля, А. С. Жербин, В. Е. Злобина, Н. А. Золина, М. Я. Кривонкина, У. С. Конкка, М. Э. Куусинен, Н. А. Малявкина (Соколова), А. А. Мантере, Н. А. Митькин, К. А. Морозов, Г. А. Нефедова, М. Ф. Пахомова, А. П. Разумова, А. А. Скворцова (Шпак), А. И. Смирнов, В. С. Суханова, С. П. Сюнев, Р. Ф. Тароева (Никольская), В. Н. Тимофеева, A. И. Хайлов, А. Г. Хурмеваара — кандидатами наук[175];
- В. С. Алексина, А. П. Гусева, Д. Н. Музалёв получили высокое звание заслуженного учителя школы РСФСР[175];
- М. Ф. Готман, Г. П. Касатова (Белая), Е. И. Кикинова, B. В. Лузгин — заслуженного учителя школы республики[175];
- К. А. Гусев — заслуженного работника культуры РСФСР и КАССР[175].

16 ноября 1949 сложилась серьёзная ситуация на филологическом отделении историко-филологического факультета. В «Литературной газете» появилась статья доцента Карело-финского государственного университета В. И. Алатырева «На поводу у финских буржуазных ученых», в которой подвергались критике научная деятельность и взгляды профессора Д. В. Бубриха. Через полгода идеологические обвинения были сняты. В это же время подвергался гонениям доцент Б. П. Ардентов — как приверженец сравнительно-исторического метода. В ноябре 1949 года совет историко-филологического факультета ходатайствовал перед ректором «о снятии за допущенные ошибки (преувеличение роли старославянского языка, использование в обучении студентов церковнославянских текстов) преподавателя Б. П. Ардентова». Ходатайство было удовлетворено, преподаватель был вынужден уехать из Петрозаводска.
В в 1956 году из-за сокращения преподавания финского языка в школах республики уменьшилась потребность в соответствующих преподавателях. Это привело к временному прекращению приёма на специальность «финский язык и литература» и сокращению цикла факультативных дисциплин для студентов, владеющих разговорным финским языком. Эти события пагубно отразилось на подготовке специалистов, знающих и владеющих финским языком. Сложившаяся ситуация была исправлена в 1963 году, когда вновь открылись отделение финского языка и литературы и соответствующая кафедра.
Историко-филологический факультет готовил высококвалифицированных учителей для системы народного образования.
Наряду с учебно-методической работой заметно оживилась научно-исследовательская деятельность профессорско-преподавательского коллектива. Преподаватели факультета тесно сотрудничали с работниками Института языка, литературы и истории Карельского филиала АН СССР, Центрального государственного архива республики, Государственного краеведческого музея КАССР. А также совместно со студентами участвовали в археологических, фольклорных и диалектологических экспедициях, собирали материалы по истории, материальной и духовной культуре карелов и вепсов, по фольклору, диалектам русских говоров в Заонежье и Карельском Поморье.
В 1950 году на первый курс историко-филологического факультета поступил поэт Роберт Рождественский. В этот период поэт пишет одно из своих ранних стихотворений «В пути».
В 1958 году возглавил деканат историко-филологического факультета А. Л. Витухновский. Он вёл большую общественную работу, был секретарём партийной организации факультета и членом общества «Знание» .
В 1964 году на факультет был проведён эксперимент. Для организации студенческого самоуправления на историко-филологическом факультете создан временный состав академсовета. В его задачи входило вносить предложения по улучшению учебного процесса, распределять стипендии, места в общежитии; без его согласия не может производиться отчисление и восстановление студентов и так далее.
Студенческий строительный отряд историко-филологического факультета «Голиард» в 1971 году трудился в посёлке Найстенъярви Суоярвского района. Стройотряд принял участие в возведении восьми объектов на местном лесозаводе: баня, цех культбыта, две внушительные пристройки к гаражу, залили фундаменты для ТМУ, оклеили фибролитом стены и потолки двух камер холодильника, оборудовали две бетонные площадки возле сушилки и бетонировали столбовые фундаменты для тельфера. В 1981 году стройотряд «Конкордия» (лат. согласие) участвовал в строительстве общежития в посёлке Повенец Медвежьегорского района. Помимо строительных работ отрядом «Конкордия» были проведено два вечера, посвящённых творчеству В. М. Шукшина, три лекции о международном положении. Агитбригада отряда дала несколько концертов.
Исторический факультет ПетрГУ (1986—2014)
Начатая генеральным секретарём ЦК КПСС М. С. Горбачёвым в 1985 году перестройка не обошла стороной историко-филологический факультет. В 1986 году было объявлено о перестройке работы вузов и было принято решение разделить историко-филологический факультет на два самостоятельных факультета — исторический и филологический. В 2000 году в состав исторического факультета входило три кафедры: истории дореволюционной России, отечественной истории и всеобщей истории, а также лаборатория Финляндии и Скандинавских стран и исследовательский центр «Русский Север».
За время существования факультета опубликован ряд крупных монографий, учебников, учебных пособий, сотни статей, в том числе в центральных и зарубежных изданиях. Регулярно издаются сборники научных статей «Вопросы истории Европейского Севера» и «Политическая история и историография: от античности до современности». На историческом факультете ПетрГУ сложился коллектив учёных, специализирующихся в области истории Финляндии, русско-финляндских отношений, а также истории Карелии в контексте взаимосвязей России и Финляндии.
Институт истории, политических и социальных наук (2014 — наст. вр.)
В результате объединения исторического факультета и факультета политических и социальных наук создан Институт истории, политических и социальных наук. С 2014 года директором института является С. Г. Веригин.
Кафедры:
- Отечественной истории
- Зарубежной истории, политологии и международных отношений
- Социологии и социальной работы
- Кафедра философии и культурологии

### Институт филологии
До 1986 года институт филологии был частью историко-филологического факультета ПетрГУ. В 1986 году факультет был разделён на филологический и исторический факультеты.
Кафедры:
- Кафедра русского языка
- Кафедра классической филологии, русской литературы и журналистики
- Кафедра германской филологии и скандинавистики
- Кафедра русского языка как иностранного
- Кафедра прибалтийско-финской филологии

### Медицинский институт
Кафедры:
- Анатомии, топографической анатомии и оперативной хирургии, патологической анатомии, судебной медицины
- Физиологии человека и животных, патофизиологии, гистологии
- Факультетской терапии, фтизиатрии, инфекционных болезней и эпидемиологии
- Пропедевтики внутренних болезней и гигиены
- Фармакологии, организации и экономики фармации
- Госпитальной хирургии, ЛОР-болезней, офтальмологии. стоматологии, онкологии, урологии
- Акушерства и гинекологии, дерматовенерологии
- Лучевой диагностики и лучевой терапии с курсом критической и респираторной медицины
- Неврологии, психиатрии и микробиологии
- Общей и факультетской хирургии
- Госпитальной терапии
- Педиатрии и детской хирургии
- Семейной медицины, общественного здоровья, организации здравоохранения, безопасности жизнедеятельности, медицины катастроф

### Институт лесных, горных и строительных наук
Кафедры:
- Транспортных и технологических машин и оборудования
- Технологии и организации лесного комплекса
- Лесного хозяйства и ландшафтной архитектуры
- Промышленного транспорта
- Архитектуры, строительных конструкций и геотехники
- Организации строительного производства
- Общетехнических дисциплин

История горно-геологического факультета
Факультет был создан 28 мая 2009 года путём объединения кафедры горного дела и кафедры геологии и геофизики с целью развития и подготовки инженерных кадров для горных и геологических предприятий, также для научного сопровождения развития горной промышленности в Республике Карелия. Кафедры горного дела и геологии и геофизики были образованы в 1999 году и в 2002 году на физико-техническом факультете. Кафедра географии по 2013 год была в составе естественно-географического факультета Карельской государственной педагогической академии. Главой факультета в настоящее время[уточнить] является профессор, доктор технических наук В. Н. Аминов.

### Институт педагогики и психологии
Кафедры:
- Педагогики и психологии детства
- Теории и методики начального образования
- Психологии
- Педагогики и современных образовательных технологий
- Изобразительного искусства и дизайна
- Технологического образования

### Институт иностранных языков
Кафедры:
- Английского языка
- Немецкого и французского языков
- Иностранных языков естественно-технических направлений и специальностей
- Иностранных языков гуманитарных направлений

### Институт физической культуры, спорта и туризма
Кафедры:
- Физической культуры
- Спортивных дисциплин
- Теории и методики физического воспитания
- Безопасности жизнедеятельности и здоровьесберегающих технологий
- Туризма

### Общеуниверситетские кафедры
Кафедры:
- Культурологии
- Философии

### Факультет повышения квалификации
- Образовательно-инновационный Центр

### Научно-исследовательские институты
- Северный НИИ рыбного хозяйства
- Карельский научно-исследовательский институт лесопромышленного комплекса ПетрГУ (КарНИИЛПК)
- НИИ историко-теоретических проблем народного зодчества

### Институты комплексных исследований
- Институт рационального природопользования на Европейском Севере ПетрГУ
- Институт высоких биомедицинских технологий ПетрГУ
- Институт информационно-коммуникационных и нанотехнологий ПетрГУ
- Институт североевропейских исследований ПетрГУ
- Институт непрерывного образования ПетрГУ

### Международные подразделения
- Институт международных программ
- Управление по международному сотрудничеству
- Лингвистический Центр ПетрГУ[источник не указан 3011 дней]

Отдел объединённой редакции научных журналов ПетрГУ

### Учебно-научные подразделения факультетов
- Ботанический сад
- Лаборатория молекулярной генетики врождённого иммунитета
- Лаборатория по проблемам Скандинавских стран и Финляндии
- Исследовательская лаборатория локальной и микроистории Карелии (ИЛЛМИК)
- Международный научно-образовательный центр по истории и культуре Европейского Севера
- Научно-исследовательский и образовательный центр по проблемам Второй мировой войны на Севере Европы (НИОЦ ВМВСЕ)
- Лаборатория визуальных исследований в истории
- Лаборатория экологических проблем Севера
- Лаборатория функциональной зоологии
- Лаборатория теоретической и прикладной экономики
- Лаборатория психолого-педагогических проблем и здоровьесбережения
- Учебно-методический центр 042 по подготовке и аттестации профессиональных бухгалтеров (УМЦ 042 при ПетрГУ)
- Учебно-методический комплекс САПР строительного факультета
- Юридическая клиника юридического факультета
- Эколого-правовой центр юридического факультета
- Испытательная лаборатория строительных горных пород
- Лаборатория теории и практики развития сельской школы

### Центры
- Региональный Центр новых информационных технологий (РЦ НИТ)
- Центр ПетрГУ-Метсо Систем Автоматизации
- Центр энергосбережения и энергоэффективности ПетрГУ (ЦЭиЭ)
- Центр бюджетного мониторинга (ЦБМ)
- Центр энергосбережения и энергоэффективности ПетрГУ (ЦЭиЭ)
- Региональный учебный Центр по охране труда

### Филиалы, Лицеи
- Кольский филиал ПетрГУ, г. Апатиты (в 2016 году переподчинён Мурманскому Арктическому государственному университету)
- Университетский лицей, г. Петрозаводск
- Державинский лицей, г. Петрозаводск

## Академический профиль

### Стипендии и финансовая поддержка
Кроме обычной академической стипендии, студенты в ПетрГУ могут получать дополнительные стипендии.
Студенты, обучающиеся на гуманитарных специальностях и имеющие оценки «хорошо» и «отлично», могут претендовать на получение стипендии от Оксфордского Российского Фонда.

### Научная библиотека ПетрГУ
Основание научной библиотеки
Научная библиотека Петрозаводского государственного университета была создана в 1940 г. вместе с университетом. Фонд Карельского педагогического института в 60000 книг стал базой для её создания.
Научная библиотека в период Великой Отечественной войны
Во время Великой Отечественной войны фонд был уничтожен. В период оккупации Петрозаводска университет почти 3 года находился в Сыктывкаре.
30 июля 1944 года, после освобождения Петрозаводска, университет снова вернулся на родину. Здание ПетрГУ было практически полностью разрушено. Около 40 тысяч томов университетской библиотеки, экспонаты зоомузея были вывезены в Финляндию.
Мы вновь оборудуем все кабинеты и аудитории университета, мы соберем все уцелевшие книги и передадим их в нашу библиотеку... ещё шире развернем научно-исследовательскую работу на пользу нашей республике, организуем агитбригаду для Карельского фронта. Студенты своим трудом помогут в восстановлении города...
Петрозаводский университет, 20 августа 1944 г..
20 августа 1944 года было проведено университетское комсомольское собрание, на котором было принято решение всеми силами восстановить здание университета, чтобы он мог нормально работать.
После возвращения в Петрозаводск директор О. В. Кадлубовская, Л. М. Ярвинен и 3. Н. Доброхотова восстанавливали оборудование, раскапывали книги в разрушенных зданиях, разбирали их и систематизировали. В этом им большую помощь оказали студенты, а также преподаватели: профессора С. В. Герд, Д. В. Бубрих, Е. А. Веселов, Г. В. Попов, Е. М. Хейсин. Основой научной библиотеки стал книжный фонд Сыктывкарского пединститута.
Научная библиотека в послевоенное время
В 1947 г. библиотеке стал предоставляться платный обязательный экземпляр по профилю университета, что послужило началом для формирования нового книжного фонда научной библиотеки.
В 1967 г. книжный фонд библиотеки составлял 350 тыс. экземпляров. На то время в библиотеке был богатый выбор журналов — 356. Ежегодно библиотека подписывалась на 30 журналов и 16 газет. При необходимости получить какую-то книгу или журнал, была возможность выписать их по межбиблиотечному абонементу (МБА) из 25 крупнейших библиотек СССР.
В библиотеке было 3 каталога (алфавитный, систематический, предметный) и система картотек, которые помогали ориентироваться в библиотеке.
Тогда в библиотеке находились 3 абонемента (научной и художественной книги, учебной литературы и медицинской книги), 3 читальных зала в сумме на 400 мест и 23 кафедральных и кабинетских библиотек. Новые книги показывались читателям на выставках в читательных залах, на открытых просмотрах и в дни информации.
В библиотеке проводилась массовая воспитательная работа со студентами: проводились различные тематические выставки, библиографические обзоры книг, беседы. Также ежегодно проходили библиотечно-библиографические занятия для первокурсников, на которых студентов знакомили с библиотекой и её устройством.
Фонд библиотеки в 80-е — 2000-е года
В научной библиотеке обеспечен доступ к библиотечным базам данных OCLC First Search, Springer, Willey & Sons, медицинской реферативной базе данных Medline и другим электронным каталогам.
В 90-е годы ежегодно силами преподавателей и сотрудников университета издавались 120—130 печатных работ, более 80% из них — учебники, учебные пособия, методические указания, планы семинарских занятий, рабочие тетради и т. д..
К середине 80-х годов книжный фонд библиотеки достиг 700 тыс. единиц хранения.
В 1997 г. в научную библиотеку поступило 18996 изданий, из них 8565 экземпляров научной литературы.
Библиотека провела 146 книжных выставок и просмотров литературы.
За 1998 г. в фонд поступило 23147 книг, из них 8575 экземпляров научной литературы.
В 2013 году Карельская государственная педагогическая академия (КГПА) была присоединена к ПетрГУ.
Иностранная литература в библиотеке
В 1981 г. в фондах университетской библиотеки насчитывалось 46 названий журналов и 3500 книг на финском языке, полученных из Финляндии. За 1979—1981 гг. по линии обмена было получено 684 экземпляра книг и журналов. Научная библиотека университета обменивалась литературой с восемью общественными организациями Финляндии: библиотеками университетов Хельсинки, Оулу, Йоэнсуу, обществом дружбы «Финляндия — СССР», Институтом культурных связей между СССР и Финляндией, обществом по изучению леса, музеем г. Куопио, обществом по изучению природы.
С 6 по 11 октября 1992 года делегация ПетрГУ в составе ректора В. Н. Васильева, проректоров В. А. Гуртова и А. О. Лопуха, декана медицинского факультета Ю. В. Лупандина и директора библиотеки М. П. Отливанчик находилась в университете г. Умео (Швеция) с целью подписания двустороннего договора о сотрудничестве. В результате переговоров с руководством университета, факультетов и различных подразделений договор о сотрудничестве двух университетов был подписан. Этот договор предусматривал обмен студентами, преподавателями, аспирантами, информацией, книжным фондом.
Сотрудники научной библиотеки
В 1944—1948 г. в библиотеку пришли Лаура Матвеевна Ярвинен, Зинаида Николаевна Доброхотова, Идея Никитична Булочкина, Евдокия Ивановна Хворостова.
Вера Степановна Клодт 35 лет проработала в библиотеке — сначала её заведующей, а потом директором. В 1950 г., когда она пришла на работу, штат библиотеки состоял из 5 человек, а книг было 64 тысячи экземпляров. Она внесла большой вклад в развитие библиотеки, благодаря её усилиям в Петрозаводске был создан межведомственный совет с секцией вузовских библиотек, который позже стал методическим объединением. По её инициативе было организовано библиотечное отделение на факультете общественных профессий университета. Её заслуги были отмечены многочисленными наградами, такими как: знак «За отличные успехи в работе», почетное звание «Заслуженный работник культуры Карельской АССР», бронзовая медаль ВДНХ «За достигнутые успехи в развитии народного хозяйства СССР». С 1985 года директором библиотеки является М. П. Отливанчик.
Библиотечно-библиографическое отделение
В 70-е годы на библиотечно-библиографическом отделении учились 30 студентов-историков и филологов. Руководила этим отделением директор библиотеки ПетрГУ В. С. Клодт. На первом курсе студенты знакомились с постановкой библиотечного дела и с основами комплектования библиотек. На втором году обучения они приобретали навыки составления библиографии, рекомендательных списков, ведения карточек, выдачи справок. Много времени уделялось практической работе в библиотеке, обслуживанию читателей на абонементе и в читальном зале, организации диспутов, конференций, выставок. Студенты, прослушавшие двухгодичный курс, могли работать в школьных и других библиотеках.
Фонд редкой книги
Основой собрания старопечатных книг библиотеки стала частная коллекция, собранная в Медвежьегорском районе
доцентом КГПА В. П. Ершовым.
Коллекция содержит уникальную книгу: Иоанн Златоуст. Беседы на евангелиста Матфея. Часть 1 (Беседы 1-45). М., 1664.
По вкладной записи была определена принадлежность книги древнерусскому писателю и старцу Кожеезерского монастыря Боголепу Льву.
Коллекция рукописных и старопечатных книг В. П. Ершова перешла в научную библиотеку в 2003—2004 гг.

## Студенческая жизнь
Особой популярностью пользуются сообщества, в которых проводятся занятия музыкой и танцами. В вузе их существуют более 15, к ним относятся:
- Академический хор;
- ансамбль «Тойве»;
- студия эстрадного вокала;
- ансамбль этнической музыки и импровизации «Джинс-кантеле»;
- ансамбль народного танца «Карельский сувенир»;
- коллектив «Timez»;
- коллектив «Армагеддон»;
- коллектив «Golden Voices» и другие.

Популярными в вузе являются кружки, связанные с декоративно-прикладным искусством:
- школа швейного мастерства;
- студия «Береста»;
- «Шерстеваляние. Ручной войлок»;
- «Художественная обработка кожи» и другие.

Развиваются и работают студенческие театральные студии. Так например, 14 декабря 2012 года театр «ТИС» (Театр имени Ю. А. Сунгурова) отметил свой 60 летний юбилей, на котором министерство культуры республики Карелии присвоило театру почётное звание народного. Студенческая театр-студия «Миракль» в 2014 году стала победителем второго Республиканского фестиваля-конкурса театрального творчества «Открытый мир» со спектаклем «Собака» по пьесе Валентина Красногорова.
Одним из проектов вуза является Открытая студенческая лига КВН ПетрГУ. В декабре 2014 года состоялся финал 11 сезона лиги. На базе этого проекта с 2013 года существует и успешно выступает в официальных лигах международного союза КВН команда «ПТЗ».
На базе университета ведёт работу туристический клуб «Сампо». В ноябре 2014 года клуб отпраздновал свой пятидесятилетний юбилей. За эти годы клуб подготовил 13 мастеров спорта по туризму, а его участники совершили большое количество разнообразных походов среди них: пеший поход по заброшенным деревням; подъём на гору Воттоваара; осенью 2014 года был совершён пеший поход 6-й категории сложности на Аляске в национальном парке «Денали». В походе на Аляске карельским туристам удалось побывать в самых удалённых уголках парка, и даже дать название Karelia Pass (перевал «Карелия») впервые пройденному человеком безымянному перевалу.

## Спорт
В Петрозаводском вузе существует 17 различных спортивных секций и клубов, среди них: лыжная секция, секция по волейболу, клуб интеллектуальной игры го и другие. Тренировочные занятия проводятся в спортивных залах университета, стадионе, лыжных трассах и в бассейне. За 15 лет ПетрГУ подготовил 65 мастеров спорта. На чемпионатах Мира и Европы студентами было завоевано более 50 медалей различного достоинства. Студент института истории, политических и социальных наук Владислав Ларин, мастер спорта по тхэквондо, чемпион России 2014 года, победитель третьей летней Спартакиады молодёжи, стал победителем командного Кубка мира 2014 года по тхэквондо и был признан самым ценным спортсменом мужского турнира по тхэквондо. Последнее достижение на мировой арене принадлежит студентке института физкультуры, мастеру спорта России международного класса по тайскому боксу Наталье Дьячковой, завоевавшей звание чемпионки мира среди профессионалов по тайскому боксу по версии WMC I-1 в Гонконге. Мужская и женская команды ПетрГУ по флорболу регулярно участвуют в общероссийских и региональных соревнованиях.
Американский футбол
Американский футбол в ПетрГУ представлен двумя командами, созданными на базе Карельской федерации американского футбола: «Хищники ПетрГУ» — мужская команда по американскому и флаг-футболу, созданная в 2013 году, «Ласки» — женская команда по флаг-футболу, созданная в 2017 году.
С июня 2015 года юношей стал тренировать Корнев Сергей Владимирович, бывший игрок команды Скифы-ДонНТУ. Девушек тренируют игроки мужской команды Королевский Евгений и Давыденко Виктор. «Хищники ПетрГУ» неоднократно занимали призовые места в региональных и всероссийских турнирах. Большинство игроков студенческой команды являются членами сборной Карелии по американскому футболу «Karelian Gunners» (Карельские Оружейники), в составе которой принимают участие в крупнейших турнирах России (Лига Американского Футбола, Кубок Карелии, Rostov Bowl). В 2017 году в составе «Оружейников» студенты ПетрГУ смогли занять первое место в дивизионе Север Лиги Американского Футбола. По итогам сезона 2017 года, Олег Тарзалайнен, игрок «Хищников», был приглашён в сборную России по американскому футболу, а Сергей Корнев признан лучшим тренером ЛАФ-2017.
- Команда по флаг-футболу «Ласки» c тренером Давыденко В. А., 2017
- Логотип команды «Ласки»
- Карельские Оружейники против Носорогов Череповца, Петрозаводск, 2017 (видео Александра Исакова)